# De Assis Diniz
Francisco De Assis Diniz (Cedro, 03 de julho de 1964) é um político brasileiro, filiado ao PT. Nas eleições de 2022, foi eleito deputado estadual pelo Ceará.

## Biografia
Natural do Cedro, é militante histórico do PT Ceará, tendo presidido o partido.
Em março de 2018, no primeiro mandato de Camilo Santana, assumiu a Secretaria do Desenvolvimento Agrário do Ceará.

Em 2022, deixa a SDA para disputar uma vaga na Assembleia Legislativa do Ceará, sendo eleito com 63.253 votos.